# Lieja-Bastogne-Lieja 2013
La Lieja-Bastogne-Lieja 2013 fou la 99a edició de la clàssica ciclista Lieja-Bastogne-Lieja. Es va disputar el diumenge 21 d'abril de 2013 sobre un recorregut de 261,5 km i era la tretzena prova de l'UCI World Tour 2013. Aquesta ha estat la darrera de les tres curses de les Ardenes, després de l'Amstel Gold Race i la Fletxa Valona.
El vencedor final fou l'irlandès establert a Girona Daniel Martin (Garmin-Sharp), que en la darrera ascensió superà al català Joaquim Rodríguez (Team Katusha). Alejandro Valverde (Movistar Team) acabà en tercera posició.

## Equips participants
El 25 de febrer de 2013 l'organitzador va fer públic els sis equips convidats, que s'afegien als dinou World Tour que tenen la presència assegurada. En total són 200 els ciclistes que prenen la sortida.
| Núm.    | Codi | Equip                   |
| ------- | ---- | ----------------------- |
| 1-8     | AST  | Astana Qazaqstan Team   |
| 11-18   | CAN  | Cannondale              |
| 21-28   | EUC  | Team Europcar           |
| 31-38   | SKY  | Team Sky                |
| 41-48   | BMC  | BMC Racing Team         |
| 51-58   | KAT  | Team Katusha            |
| 61-68   | TST  | Team Saxo-Tinkoff       |
| 71-78   | RLT  | RadioShack-Leopard      |
| 81-88   | OPQ  | Omega Pharma-Quick Step |
| 91-98   | GRS  | Garmin-Sharp            |
| 101-108 | MOV  | Movistar Team           |
| 111-118 | BLA  | Blanco Team             |
| 121-128 | COF  | Cofidis                 |

| Núm.    | Codi | Equip                       |
| ------- | ---- | --------------------------- |
| 131-138 | LAM  | Lampre-Merida               |
| 141-148 | FDJ  | FDJ                         |
| 151-158 | IAM  | IAM Cycling                 |
| 161-168 | LTB  | Lotto-Belisol               |
| 171-178 | EUS  | Euskaltel–Euskadi           |
| 181-188 | ALM  | AG2R La Mondiale            |
| 191-198 | AJW  | Accent Jobs-Wanty           |
| 201-208 | OGE  | Orica-GreenEDGE             |
| 211-218 | VCD  | Vacansoleil-DCM             |
| 221-228 | TSV  | Topsport Vlaanderen-Baloise |
| 231-238 | ARG  | Argos-Shimano               |
| 241-248 | CRE  | Crelan-Euphony              |

## Recorregut
El principal canvi en el recorregut és la substitució de la Cota de la Roche-aux-faucons per la Cota de Colonster.
| Núm. | Nom                         | Km    | Llargada | Pendent |
| ---- | --------------------------- | ----- | -------- | ------- |
| 1    | Cota de La Roche-en-Ardenne | 70    | 2,8 km   | 6,2%    |
| 2    | Cota de Saint-Roch          | 116,5 | 1 km     | 11%     |
| 3    | Cota de Wanne               | 160   | 2,7 km   | 7,3%    |
| 4    | Cota de Stockeu             | 166,5 | 1 km     | 12,2%   |
| 5    | Cota de la Haute-Levée      | 172   | 3,6 km   | 5,7%    |
| 6    | Col du Rosier               | 185   | 4,4 km   | 5,9%    |
| 7    | Cota de Maquisard           | 198   | 2,5 km   | 5%      |
| 8    | Mont-Theux                  | 208   | 2,7 km   | 5,9%    |
| 9    | Cota de La Redoute          | 223   | 2 km     | 8,8%    |
| 10   | Cota de Colonster           | 244,5 | 2,4 km   | 6%      |
| 11   | Cota de Saint-Nicolas       | 252   | 1,2 km   | 8,6%    |

## Desenvolupament de la cursa
Als 10 km de cursa es formà una escapada integrada per Pirmin Lang i Jonathan Fumeaux (IAM), Vincent Jérôme (Team Europcar), Bart de Clercq (Lotto-Belisol), Sander Armée (Topsport Vlaanderen-Baloise) i Frederik Veuchelen (Vacansoleil-DCM). Els sis ciclistes arribaren a tenir 14 minuts de marge, però l'acceleració del gran grup provocà la seva neutralització quan s'apropaven a la cota de La Redoute, al km 223 de cursa. En el descens passaren a l'atac Damiano Cunego (Lampre-Merida), David López (Team Sky), Jakob Fuglsang (Astana Qazaqstan Team), Alberto Losada (Team Katusha), Rui Costa (Movistar Team), Mathias Frank (BMC Racing Team) i Romain Bardet (AG2R La Mondiale), però el treball del BMC els reintegrà al gran grup.
A la cota de Colonster hi hagué algunes acceleracions de Rigoberto Urán (Team Sky) i Alberto Contador (Team Saxo-Tinkoff) que estiraren el gran grup, però sense més conseqüències, fins que Urán, Ryder Hesjedal (Garmin-Sharp), Rui Costa, Igor Antón (Euskaltel–Euskadi), Contador i Giampaolo Caruso (Team Katusha) aconseguiren alguns segons d'avantatge. A 16 km de l'arribada, en el descens de la cota de Colonster, Hesjedal atacà en solitari, sent neutralitzats els altres cinc ciclistes a manca d'11 km. El canadenc començà a pujar la cota de Saint-Nicholas amb 20 segons respecte als immediats perseguidors, però un atac del colombià Carlos Betancur (AG2R La Mondiale) estirà el grup i junt a Joaquim Rodríguez (Team Katusha), Daniel Martin (Garmin-Sharp), Michele Scarponi (Lampre-Merida) i Alejandro Valverde (Movistar Team) agafaren a Hesjedal al capdamunt de la cota. Hesjedal tirava amb força d'aquest grupet de sis ciclistes, amb uns deu segons sobre un grup en què hi havia Philippe Gilbert (BMC Racing Team). En l'ascens a Ans i a manca d'1,2 km atacà Joaquim Rodríguez. Scarponi intentà reaccionar però fou Martin el que l'agafà i a manca de 300 metres els superà en un atac al qual no pogué respondre el Purito. Valverde acabà tercer, a nou segons del vencedor.

## Resultats
|    | Ciclista                 | Equip                 | Temps      | UCI World Tour Points |
| -- | ------------------------ | --------------------- | ---------- | --------------------- |
| 1  | Daniel Martin (IRL)      | Garmin-Barracuda      | 6h 38' 07" | 100                   |
| 2  | Joaquim Rodríguez (CAT)  | Team Katusha          | + 3"       | 80                    |
| 3  | Alejandro Valverde (ESP) | Movistar Team         | + 9"       | 70                    |
| 4  | Carlos Betancur (COL)    | AG2R La Mondiale      | + 9"       | 60                    |
| 5  | Michele Scarponi (ITA)   | Lampre-Merida         | + 9"       | 50                    |
| 6  | Enrico Gasparotto (ITA)  | Astana Qazaqstan Team | + 18"      | 40                    |
| 7  | Philippe Gilbert (BEL)   | BMC Racing Team       | + 18"      | 30                    |
| 8  | Ryder Hesjedal (CAN)     | Garmin-Barracuda      | + 18"      | 20                    |
| 9  | Rui Costa (POR)          | Movistar Team         | + 18"      | 10                    |
| 10 | Simon Gerrans (AUS)      | Orica-GreenEDGE       | + 18"      | 4                     |